# Daniel D'Adamo
Pour les articles homonymes, voir D'Adamo.
 (mars 2017).
Si vous disposez d'ouvrages ou d'articles de référence ou si vous connaissez des sites web de qualité traitant du thème abordé ici, merci de compléter l'article en donnant les références utiles à sa vérifiabilité et en les liant à la section « Notes et références ».
Daniel D'Adamo est un compositeur argentin, né le 18 novembre 1966 à Buenos Aires.

## Parcours
Daniel D'Adamo est né à Buenos Aires, Argentine, où il commence sa formation de musicien. 
En 1992, il est admis à la classe de composition du Conservatoire national supérieur de musique de Lyon, dans la classe de composition de Philippe Manoury. Il s’installe dès lors en France, pays qu’il adopte comme lieu de résidence définitive. Durant sa formation, il suit  en 1996/1997 le cursus de l’IRCAM avec Tristan Murail et Brian Ferneyhough. Il participe au Forum de Jeunes Compositeurs de Montréal, Canada, avec sa pièce Voices.
De1997 à 1999, il est pensionnaire à la Villa Médicis à Rome.
En 2004, Daniel D’Adamo co-fonde l’Ensemble XXI, formation musicale basée à Dijon et dont il est le directeur artistique jusqu’en 2009.
Il a été invité à participer à des nombreux festivals tels Manifeste, Présences, Agora, Musica, Biennale Musique en Scène de Lyon, Les Musiques de Marseille, Royaumont - Voix Nouvelles, (France), Inventionen (Allemagne), Nuova Consonanza, Roma-Europa, Traiettorie (Italie), Journées de Contrechamps, Archipel (Suisse), etc. Sa musique a été présentée par l’ensemble Spectra (Belgique), lors des World Music Days qui ont eu lieu en 2014 à Sydney, Australie.
En 2007 il est compositeur en résidence à l’Abbaye de Royaumont, cadre dans lequel il crée ses Madrigali, série de 8 pièces pour trois voix et ensemble d’instruments baroques et qui ont fait l’objet d’une édition discographique par le label AEON. C’est aussi en 2007 qu’il reçoit du Ministère de la Culture, la commande d’une œuvre pour clarinette et ensemble, Cerclé, composée pour l’ensemble L’Instant Donné. En 2008 il reçoit la commandé d’une nouvelle pièce pour ensemble orchestral : Frontières-Alliages, qui est créée dans le cadre du Festival Présences et en 2009, il reçoit une nouvelle commande de l’État d’une pièce pour soprano et ensemble destinée à l’ensemble Accroche Note sur des textes de J. L. Borges avec le soutien de la Fondation International Borges. En 2010, il a été une nouvelle fois en résidence de création à l’Abbaye de Royaumont pour la composition de Nuits - Cassation pièce pour PhilidOr, ensemble à vents jouant sur des instruments du XVIIIe siècle et reprenant la formation instrumentale de la Gran Partita de W. A.Mozart.
En 2011, il commence la composition d’un cycle de pièces mixtes de chambre, The lips cycle constitué à ce jour de Lips, your lips, Keep your furies, Air lié, Traum Entelechiae et Fall, love letters fragments, commandes du GMEM (Marseille), de Césaré (Reims), du GRM (Paris) et du Ministère de la Culture.
En 2012, il compose avec Thierry Blondeau un double quatuor à cordes avec électronique, commandé par l’État pour la Biennale Musiques en Scène de Lyon et enregistré par le quatuor Béla dans le label Cuicatl. La même année, il compose Tout Lieu Habité, pour ensemble orchestral, commandé par l’ensemble Contrechamps (Genève) ainsi que son Quatuor à cordes nro2 pour le quatuor Tana, commande de Radio France.
En octobre 2014 son monodrame La haine de la musique, pour un comédien (Lionel Monier), ensemble et électronique, sur une adaptation de l’essai de Pascal Quignard mis en scène par Christian Gangneron, a été créé au Festival Musica de Strasbourg par l’Ensemble TM+, dirigé par Laurent Cuniot.
En 2016 il compose A Faraday cage, pièce mixte pour marimba et électronique, commandée par Art Zoyd et Césare-CNCM, créée par Laurent Mariusse lors du festival Manifeste - IRCAM. Son premier opéra de chambre, Kamchatka, sur un livret original de l’écrivain argentin Marcelo Figueras, a été créée en novembre 2016 au Théâtre Colon de Buenos Aires et repris en février 2017 à Paris au théâtre Dunois. Il compose également Ombres portées, série de cinq études pour contrebasse seule destinée à Florentin Ginot pour l’émission radiophonique Alla Breve de Radio France, diffusée en février 2017. Il termine son cycle de pièces mixtes The lips cycle, avec Fall, love letters fragments pour mezzo soprano, harpe et électronique, sur des extraits de correspondance entre Virginia Woolf et Vita Sackville-West, pièce commandée par l'INA-GRM et créée dans le cadre de sa saison publique à Radio France. Il termine un projet pour quintette à cordes - avec deux violoncelles - destiné au quatuor Béla et à Noémie Boutin, commande de "La belle saison" théâtre des Bouffes du Nord et de ProQuartet.
En 2017, il est coordinateur pédagogique et musical de l'Académie Philippe Manoury - Festival Musica, il enseigne aux côtés du compositeur Philippe Hurel.
Daniel D’Adamo a été professeur d’analyse musicale au Conservatoire National Supérieur de Musique de Paris et au Conservatoire de Tours, et professeur de composition au conservatoire de Reims. Il est actuellement professeur de composition musicale au conservatoire de Strasbourg et à la Haute École des Arts du Rhin.
La musique de Daniel D'Adamo est éditée par les Editions Le Chant du Monde - Wise Music Classical.
De 2020 à 2022, il est membre du conseil d'administration du Syndicat français des compositrices et compositeurs de musique contemporaine, dont il est secrétaire adjoint de juin 2020 à juin 2021,,

## Œuvres
2019-2020
- Fabula, pour orchestre symphonique
- The Lehmann discontinuity, pour quatuor à cordes et électronique

2018
- ... zik, pour flute, pour saxophone ténor et piano
- Sur vestiges, pour quintette à cordes (avec deux violoncelles)[7].

2017
- Fall, love letters fragments, pour mezzo-soprano, harpe et électronique
- Ombres portées, pour contrebasse solo.

2016
- Kamchatka, opéra de chambre sur un livret original de Marcelo Figueras, créé au  Théâtre Colón de Buenos Aires[1].
- A Faraday cage, pour marimba et électronique.

2015
- Furia porteña, pour accordéon et deux percussionnistes.
- Traum Entelechiae,  Lips Cycle #4 pour soprano, flûte alto, alto, harpe et électronique.
- Tango de tangos, pour soprano et ensemble de chambre.

2014
- Marelle, pour ensemble de flûtes spatialisé et électronique - œuvre d’intérêt pédagogique.
- La Haine de la musique, monodrame pour un comédien, ensemble et électronique, sur une adaptation de l’essai La Haine de la Musique de Pascal Quignard[6].
- Sur son visage, pour ensemble de chambre.

2013
- Air Lié - Lips Cycle #3, pour flute et électronique.
- Quatuor à cordes no 2 , pour quatuor à cordes.

2012
- Découpage - Petite Passacaille, pour quatuor à cordes.
- Tout Lieu Habité, pour ensemble orchestral.
- Two English Poems by Borges, pour soprano, flute, clarinette, violon, violoncelle et piano.
- Keep your furies - Lips Cycle #2, pour mezzo-soprano, flute en sol et électronique (sur des textes du compositeur).

2011
- Plier-Déplier, pour quatuor à cordes, enregistré par le Quatuor Béla[11].
- Les Filles aux Yeux Bandés, pour ensemble de chambre.
- Two English Poems by Borges, pour soprano et ensemble de chambre.
- De Nuits, pour ensemble à vents.

2010
- … à Reims, pour quatre trompettes solistes et trois chœurs de trompettes.
- Galiléo, pièce électroacoustique.
- Nuits-Cassation, pour ensemble d’instruments à vents du XVIIIe siècle.
- Lips, your lips -  Lips Cycle #1, pour mezzo-soprano et électronique (sur des textes du compositeur).

2009
- Cerclé, pour clarinette et ensemble instrumental spatialisé.
- Graine-S, pour clarinette en sib.

2008
- Frontières-Alliages, pour ensemble orchestral.
- Suonare, pour violon.

2007
- Dream of bells, pour maîtrise d’enfants.
- Carmen, pour violoncelle.
- Landness, pour ensemble instrumental spatialisé.
- Pholia,, pour deux euphoniums ou deux saxhorns.
- Madrigali, série de 8 pièces pour 2 mezzo, tenor, flûte baroque, harpe triple, basse et ténor de viole[5].
  - 1- Il Cane -  primo madrigale mezzo 1, mezzo 2, ténor, traverso, harpe triple alto de viole et basse de viole,
  - 2- Così - ricercare traverso et mezzo-soprano,
  - 3- Canzona" mezzo-soprano et harpe triple, 
  - 4- "… su nero - secondo madrigale mezzo-soprano 1, mezzo-soprano 2 et ténor,
  - 5- Eco, lunare - terzo madrigale mezzo-soprano et basse de viole,
  - 6- Circoli - ciaccona harpe triple seule,
  - 7- Fine - quarto madrigale mezzo-soprano, ténor, traverso et harpe triple.
  - 8- … o sbagliato tutto - recitativo mezzo-soprano 1, mezzo-soprano 2, ténor, harpe triple, alto de viole et basse de viole

2005
- Anima Urbana (Paris), pour chœur mixte à 32 voix.
- Interior, pour guitare.

2004
- Breath, pour clarinette-basse et violoncelle.
- Lames, pour ensemble instrumental.
- For A., pour piano.

2003
- Trois pièces pour orchestre, pour orchestre symphonique.

2002
- Études des cordes I, III et IV, pour violon.

2001
- Abschluß, pour piano et ensemble instrumental.
- For Z., pour piano.

2000
- Carta Segreta, pour piano.
- Coeli et terræ, pour saxophone basse et contrebasse.
- Issu stellaire, pour 2 chœurs, 2 voix solistes et ensemble instrumentale.

1999
- Die runde Zahl ,pour 6 percussionnistes.
- For P., pour piano.
- Omaggio I , pour violon et violoncelle.

1997
- D'Ombra I,  pour clarinette basse et dispositif électroacoustique.
- D'Ombra II,  pour 15 instruments.

1996
- Voices,  pour 15 instruments[2].

1994
- Goodbye Universe \ X,  pour clarinette et petite clarinette.

1993
- Imarginalia no 1,  pour hautbois.

### Pièces hors catalogue
1997
- Divertimenti, pour quintette de cuivres.

1996
- Imarginalia no 2, pour 2 percussionnistes.
- Comme'In Piu Negre Tenebre, pour soprano, clarinette, cor, violon, violoncelle, piano et dispositif électroacoustique en temps réel.

1995
- Altazor, chroniques d'un voyage en parachute pour mezzo-soprano, ensemble et dispositif électroacoustique en temps réel.

1993
- Significacion, qué significacion ?, pour hautbois, clarinette et basson.

1992
- L'air, le son, pour flûte.

## Prix et récompenses
Daniel D’Adamo est lauréat de plusieurs prix internationaux: 
- en 2006, prix Boucourechliev.
- en 2009, prix de Printemps de la Sacem pour sa pièce Dream of Bells, qu’il compose pour la maîtrise de Radio France.
- prix de l’Académie Charles Cros pour l’enregistrement discographique de Plier / Déplier, son 1er quatuor à cordes avec électronique